# Voces (revista)

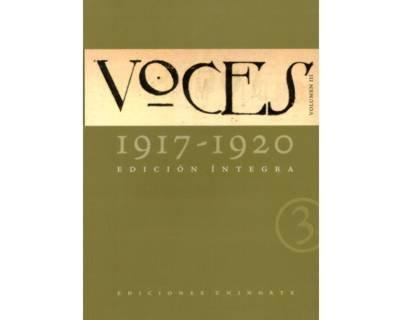
Revista Voces, Edición íntegra.

Voces es una revista literaria y cultural, fundada en Barranquilla, Colombia en 1917. Estuvo en circulación hasta 1920, contando con 60 números. Voces fue una de las revistas culturales más importantes de Colombia, y es destacada a nivel de Latinoamérica.

## Revista Voces
Fue fundada por Ramón Vinyes (escritor español que llegó a Colombia en 1913, y a Barranquilla en 1915), en 1917. Su primer número aparece el 10 de agosto de 1917, con la siguiente apertura por parte de sus directores: “Sólo deseamos conservar, durante el tiempo en que nos toque dirigir esta revista, que viene animada por honestos deseos, toda nuestra libertad de opinión y no limitada pureza en la labor de selección”. De carácter literario, estuvo compuesta por sesenta números, contó con colaboraciones de autores nacionales como Germán Pardo García, Tomás Rueda Vargas, León de Greiff, Efe Gómez, constituyéndose así un eje literario entre Medellín y Barranquilla. Entre los escritores barranquilleros que más destacaron por su participación en la revista, se encuentran Luis Carlos López, José Félix Fuenmayor, Gregorio Castañeda Aragón y Víctor Manuel García Herreros.

## Historia
La villa de Barranquilla adquirió el estatus de ciudad en 1857, bajo la ley del 7 de octubre. Con este suceso, Barranquilla empieza adquirir otra dimensión, como ciudad y como puerta de corrientes literarias, de inmigrantes y de avances para el país. Asimismo, este auge le permite consolidarse como el puerto más importante del Caribe Colombiano, y da paso a la llegada de importantes intelectuales extranjeros, como Ramón Vinyes. 
Aprovechando esta coyuntura, y con el crecimiento de la ciudad a principios del siglo XX, nace la Revista Voces:
Ramón Vinyes a partir de 1917 da a conocer en una revista provinciana (Voces, publicada en la ciudad de Barranquilla, que para la fecha era el último rincón del planeta) las audacias de Dormée y Reverdy, el Traité du Narcisse de André Gide […]
Para Ángel Rama, el intelectual uruguayo, la vanguardia de la Revista Voces, pese a ser editada en el “último rincón del planeta”, como denominó a Barranquilla, superaba todas las publicaciones de su género en el continente.

## Principales temas
Voces se publicó cada diez días, de manera ininterrumpida, desde su fundación, el 10 de agosto de 1917, hasta el 30 de abril de 1920, fecha de su último número. 
Contenía secciones de críticas y comentarios, su principal enfoque era literario, aunque no se limitaba a éste, ya que había novedosas notas sobre filosofía, reseñas biográficas sobre importantes autores y numerosos apuntes sobre ciencia. La autoimagen y el ethos de Voces, están consignados en las primeras páginas de cada número, se autodenominaron “Revista de Ciencias, Letras y Artes”. No tenía filiaciones políticas, ideológicas ni estéticas, hecho que no evitó que algunos juzgaran la revista como pretenciosa y pedante.
Voces no se caracterizó por su compromiso editorial y tipográfico, ya que el mismo Enrique Restrepo (quien fundó la revista junto con Vinyes), la consideraba “feísima y execrable”.

## Figuras notables
Los primeros doce números fueron dirigidos por Julio Gómez de Castro, posteriormente, del 13 al 60, la revista pasó a ser dirigida por Hipólito Pereyra, seudónimo de Héctor Parias Oliver. Voces nace de la iniciativa de un grupo de hombres que se reunían a conversar en la casa de Enrique Restrepo, pensador antioqueño, que colaboró activamente con la revista. De las tertulias en la casa de Restrepo en Barranquilla, en las que participaban Gonzalo Carbonell, Julio Enrique Blanco, Antonio Luis McCausland, el mismo Ramón Vinyes, se origina Voces. Esto a su vez permite el eje literario antioqueño-barranquillero, que señala Ramón Illán Bacca en su investigación, que caracterizó la revista.
Entre lo que se ha escrito sobre la revista, se encuentra: Don Ramón, el maestro catalán de Cien años de Soledad, de Álvaro Medina; Revisión de Voces de Germán Vargas; Voces y el silencio del trópico de E. Volkening; Voces (1917-1920): Un proyecto para Colombia de J. Gilard; Voces, una renovación irreverente de Amparo Lotero Botero (citada en este documento); Voces de Vanguardia (Barranquilla 1917-1920) de Gilberto Loaiza Cano. Pese a estar situada en Barranquilla, Voces contó con la colaboración de varios antioqueños y españoles, este encuentro cultural aumentó su riqueza literaria y editorial.